# 앤드류 더건

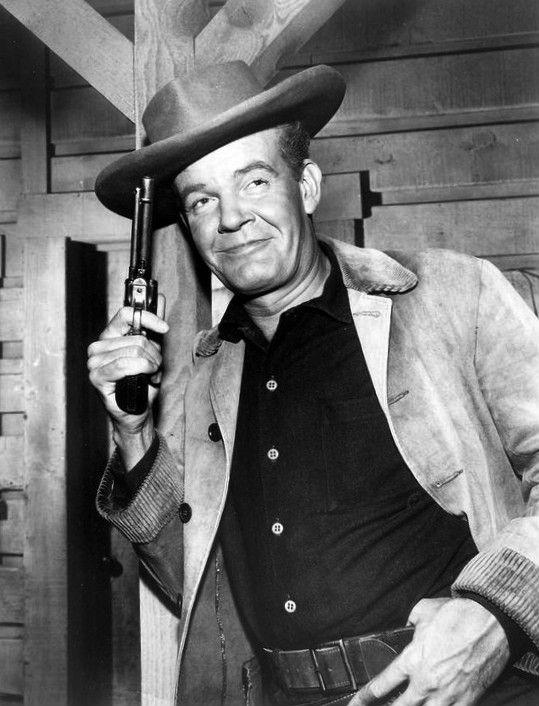

앤드루 더건(Andrew Duggan, 1923년 12월 28일 ~ 1988년 5월 15일)은 미국의 배우이다.
프랭클린에서 태어났다.

## 출연 작품
- 사령 전설 (1987년)
- FBI의 대부 후버 (1987년)
- 프랑켄슈타인 아일랜드 (1981년)
- 악마의 자식들 (1978년)
- 테일 거너 조 (1977년)
- 치명적인 시기 (1977년)
- 에드가 후버의 개인 파일 (1977년)
- 야망의 계절 (1976년)
- 그것은 살아있다 (1974년)
- 홈커밍 - 크리스마스 스토리 (1971년)
- 전격 후린트 특공작전 (1967년)
- 인크레더블 미스터 림펫 (1964년)
- 세븐 데이스 인 메이 (1964년)
- 더 채프먼 리포트 (1962)
- 메릴의 약탈자들 (1962년) - 에이브러햄 루이스 콜로드니 역
- 더 듀퐁트 쇼 오브 더 위크 (1961년)
- 브라바도스 (1958년)
- 선다운의 결전 (1957년)

### 텔레비전
- 기동순찰대 (1977년)
- 닥터 게논 (1969년)
- 하와이 5-0수사대 (1968년)
- 샌프란시스코 수사반 (1972년)
- 형사 맥밀란 (1971년)
- FBI (1965년)
- 선셋 77번가 (1958년)
- 도망자 (1963년)
- 딜론 보안관 (1956)
- 샤이안 (1955년)
- 디즈니랜드 (1954년) - 잭 켈리 역